# Церковь Нотр-Дам-де-Виктуар (Квебек)
Нотр-Дам-де-Виктуар, или Церковь Богоматери Победоносной (фр. Église Notre-Dame-des-Victoires) — небольшая каменная католическая церковь в историческом центре Квебека, в Нижнем городе на Пляс Рояль. Это древнейшее здание церкви в Северной Америке к северу от Мексики, действующий приход Квебекской архиепархии Римско-католической церкви в Канаде.

## История
Строительство храма было начато в 1687 году на месте дома Самюэля де Шамплена и было завершено в 1723 году.
Первоначально церковь была освящена в честь Младенца Иисуса. Название Нотр-Дам-де-ла-Виктуар храм получил после битвы при Квебеке в 1690 году, в котором английский экспедиционный корпус под командованием Уильяма Фипса был вынужден отступить. В 1711 году название было снова изменено на Нотр-Дам-де-Виктуар после очередного поражения британской эскадры под командованием Ховендена Уокера.
Церковь была почти полностью разрушена во время бомбардировки британскими войсками, предшествовавшей битве на полях Авраама в сентябре 1759 года. Полное восстановление церкви было завершено в 1816 году.
В 1916—1917 году архитектор Франсуа Белерже восстановил фасад церкви.
11 июля 1929 года храм получил статус исторического памятника от Комиссии по историческим памятникам Квебека.
В последние десятилетия неоднократно реставрировался. 1 января 1988 года храм стал Национальным историческим памятником Канады.